# Кайранколь (озеро)
Кайранколь (Каретное, каз. Қайранкөл) — озеро в Сарыкольском районе Костанайской области Казахстана. Находится севернее поселка Караоба.
По данным топографической съёмки 1944 года, площадь поверхности озера составляет 1,16 км². Наибольшая длина озера — 1,5 км, наибольшая ширина — 0,9 км. Длина береговой линии составляет 4,7 км, развитие береговой линии — 1,22. Озеро расположено на высоте 98,9 м над уровнем моря.